# نيت آدامز
نيت آدامز (بالإنجليزية: Nate Adams)‏ هو سائق سيارة سباق أمريكي، ولد في 29 مارس 1984 في فينيكس في الولايات المتحدة.

## وصلات خارجية
- نيت آدامز على موقع ألعاب إكس (مؤرشف) (الإنجليزية)

- الموقع الرسمي